# Oswald Myconius
Oswald Myconius (zwany też jako Oswald Geißhüsler) (ur. w 1488 w Lucernie, zm. 14 października 1552 w Bazylei) – szwajcarski teolog protestancki, przedstawiciel reformacji.

## Życiorys
Był nauczycielem w Zurychu, Lucernie i Einsiedeln. Od 1532 pastorem i profesorem w Bazylei. Zaangażował się w prace nad reformą szkolnictwa. Współpracował z Heinrichem Bullingerem, z którym ułożył tzw. konfesje szwajcarskie. Wspierał starania Martina Bucera (przywódcy, po śmierci Zwingliego, ewangelików reformowanych w Szwajcarii), który dążył do pogodzenia luteran z katolikami. Był autorem biografii Ulrycha Zwingliego. Napisał komentarz do prac znanego szwajcarskiego humanisty i muzyka - Henricusa Glareanusa (Heinricha Loriti).